# 花边文学
《花边文学》是鲁迅的一部杂文集，收录了鲁迅在1934年所写的杂文六十一篇。包括《女人未必多说谎》《北人与南人》《古人并不纯厚》《读几本书》《玩具》《算账》《看书琐记》《汉字和拉丁化》《考场三丑》《略论梅兰芳及其他（上）》等。
- 《花边文学》1936年上海联华书局初版。
- 《鲁迅全集》,人民文学出版社 第5卷